# Grachi
Grachi es una serie de televisión juvenil hispanoamericana de fantasía, creada por Mariela Romero y producida por Nickelodeon Latinoamérica.
Protagonizada por Isabella Castillo y Andrés Mercado, y con las participaciones antagónicas de Kimberly Dos Ramos, María Gabriela de Faría, Willy Martin y Danilo Carrera. Cuenta además con las actuaciones estelares de Lino Martone, Liannet Borrego,  Sol Rodríguez, Mauricio Henao, Lance Dos Ramos y Evaluna Montaner.
La serie fue grabada en Miami, Estados Unidos, convirtiéndose en la primera producción de Nickelodeon Latinoamérica en ser grabada fuera de América Latina, y también la primera en ser grabada en alta definición. Su estreno oficial en Hispanoamérica fue el 2 de mayo de 2011; la segunda temporada fue estrenada el 27 de febrero del 2012 y la tercera temporada el 4 de marzo del 2013. La serie terminó el 10 de mayo del 2013 con un total de 205 episodios (211 episodios para Italia).
En 2020 se cumplieron diez años desde que empezó la producción de Grachi y como celebración, Nickelodeon anunció la retransmisión de la primera temporada desde el 1 de junio en toda Latinoamérica, además de hacer una transmisión especial en línea con parte del elenco reunido entre ellos Isabella Castillo, Andrés Mercado, María Gabriela de Faría, Sol Rodríguez, entre otros actores de la serie.
También llegó a ser la serie con el debut más exitoso en la historia de Nickelodeon, consiguiendo 10,7 millones de televidentes en su estreno, superando los 6,8 millones que tenía la antes poseedora del récord Big Time Rush.
La trama cuenta las aventuras de Grachi, una joven que debe aprender a utilizar sus recién descubiertos poderes mágicos, mientras enfrenta a la escuela, los chicos, los otros brujos y crecer como cualquier adolescente.
El 6 de enero de 2014, se estrenó una adaptación estadounidense de la serie producida por Nickelodeon titulada Every Witch Way a la que siguió un spin-off titulada WITS Academy.
Nickelodeon Latinoamérica iba a producir una película de Grachi en 2023, la cual sería filmada en Cartagena, Colombia, pero después fue cancelada debido al cierre de operaciones de Nickelodeon en Latinoamérica. 

## Sinopsis

### Temporada 1
Grachi (Isabella Castillo) es una bruja que aprenderá a usar sus poderes mágicos mientras afronta los problemas en su nueva escuela llamada Escolarium, donde tiene que enfrentarse a Matilda (Kimberly Dos Ramos), una bruja mala, para conseguir el amor de Daniel (Andrés Mercado). Aparte de ellos, está Diego (Rafael de la Fuente) quien es un Kanay, una persona que puede controlar los cuatro elementos. Además de Matilda, Grachi también debe enfrentarse a la malvada directora de Escolarium, quien planea apoderarse de los poderes de Grachi, Matilda y Diego, como lo hizo con su hijo Julio, para convertirse en la bruja más poderosa y convertir el Escolarium en un lugar horrible y aburrido. Pero para eso primero tiene que conseguir "El Conjuro Candado" el cual se encuentra en el "Exoren" (un libro de hechizos) y Grachi es la única que puede verlo porque, según la Directora, es la Elegida, la bruja más poderosa. Para lograr derrotar a la Directora, Grachi tendrá el apoyo de su tutora Cussy, su mejor amigo Tony y su M.A.P.S. (Mejor Amiga Por Siempre) Mecha. En el capítulo final, Grachi une sus poderes con Matilda para vencer a la Directora, que queda convertida en perro. Grachi y Matilda parecen perder sus poderes. Sin embargo, aparece una chica ella es Mía (María Gabriela de Faría), la nueva bruja mala de Escolarium.

### Temporada 2
Un nuevo año escolar comienza para Grachi y sus amigos. Aunque en Ciudad Encantada apenas pasaron un par de meses, en Escolarium muchas cosas cambiaron, Francisco es el nuevo Director del colegio y Escolarium tiene nuevos uniformes diseñados por Mecha. Matilda se hizo novia de Diego durante las vacaciones y Úrsula tiene sus poderes. Grachi tendrá que enfrentarse esta vez a Mía, una nueva bruja que se enamora de Daniel y hará todo con tal de conseguir su amor. Pero también tendrá que enfrentarse a la malvada Athena, una bruja del consejo de magia muy poderosa, la cual hará lo que sea para acabar con Grachi y conseguir el amor de Francisco, y separarlo de Úrsula. Además llega otro nuevo chico a Escolarium llamado Leo (Willy Martin) un joven "Científico Loco", el cual se enamora de Grachi, lo que significa que se convierta en el principal rival de Daniel.
Matilda sigue odiando a Grachi(no tanto como en la primera temporada) al igual que Mía, también tiene deseos de destruirla y con un invento de Leo recupera sus poderes. Daniel, debido a que no se puede hallar bien con la nueva entrenadora de los tiburones, decide unirse al equipo rival, los delfines, con tal de seguir nadando y compitiendo. Diego va aprendiendo como usar sus poderes de Kanay.
Tony, quien se suponía que fue a la escuela de ciencias, en realidad fue al mundo de las brujas, donde él también es un brujo. En el último capítulo Matilda, Grachi, Diego, Daniel, Mecha, Chema y Tony, se unen para luchar contra Athena, Mía y Leo. Matilda logra encerrar a Athena en una red mágica. Al final Athena es encerrada en la prisión mágica. Grachi y Matilda hacen que Mía pierda la memoria y por lo tanto, ella no se acuerda del hecho de que tiene poderes. Daniel lanza a Leo al agua, y en vista de que Leo tiene poderes eléctricos que el mismo se indujo con uno de sus inventos, parece desintegrarse. Francisco y Úrsula por fin se casan. Daniel y Grachi vuelven a estar juntos y prometen que nada los volverá a separar. Después, Grachi tuvo un extraño sueño en el cual siente que es perseguida en un bosque. Al final del trayecto del bosque, Grachi se encuentra con un chico llamado "Axel", que al final se desintegra y se hace ceniza.

### Temporada 3
Grachi decide asistir a la escuela de brujos: su vida cambia cuando conoce a un brujo llamado Axel, quien aparece en varios de sus sueños durante todo el verano y siente una conexión muy fuerte con él.
Esta temporada abordará en profundidad el tema del elegido y los valores morales de Grachi, en particular a través de su relación con Axel. Aunque la intención inicial de Axel era utilizar a Grachi y sus poderes, termina enamorándose realmente de ella pero su entorno y su orgullo lo empujan a tomar malas decisiones...
Grachi continúa su relación, aunque tóxica, con Daniel pero poco a poco empezará a enamorarse también de Axel, sobre todo por la conexión que les une con sus sueños comunes. Los primeros episodios tratan principalmente de la obsesión de Tony con Grachi, sin embargo, después de los primeros 10 episodios, un meteorito cae a la tierra y Leo hace un collar con él, lo que parece debilitar a la bruja y a los brujos. 

## Concepto y producción

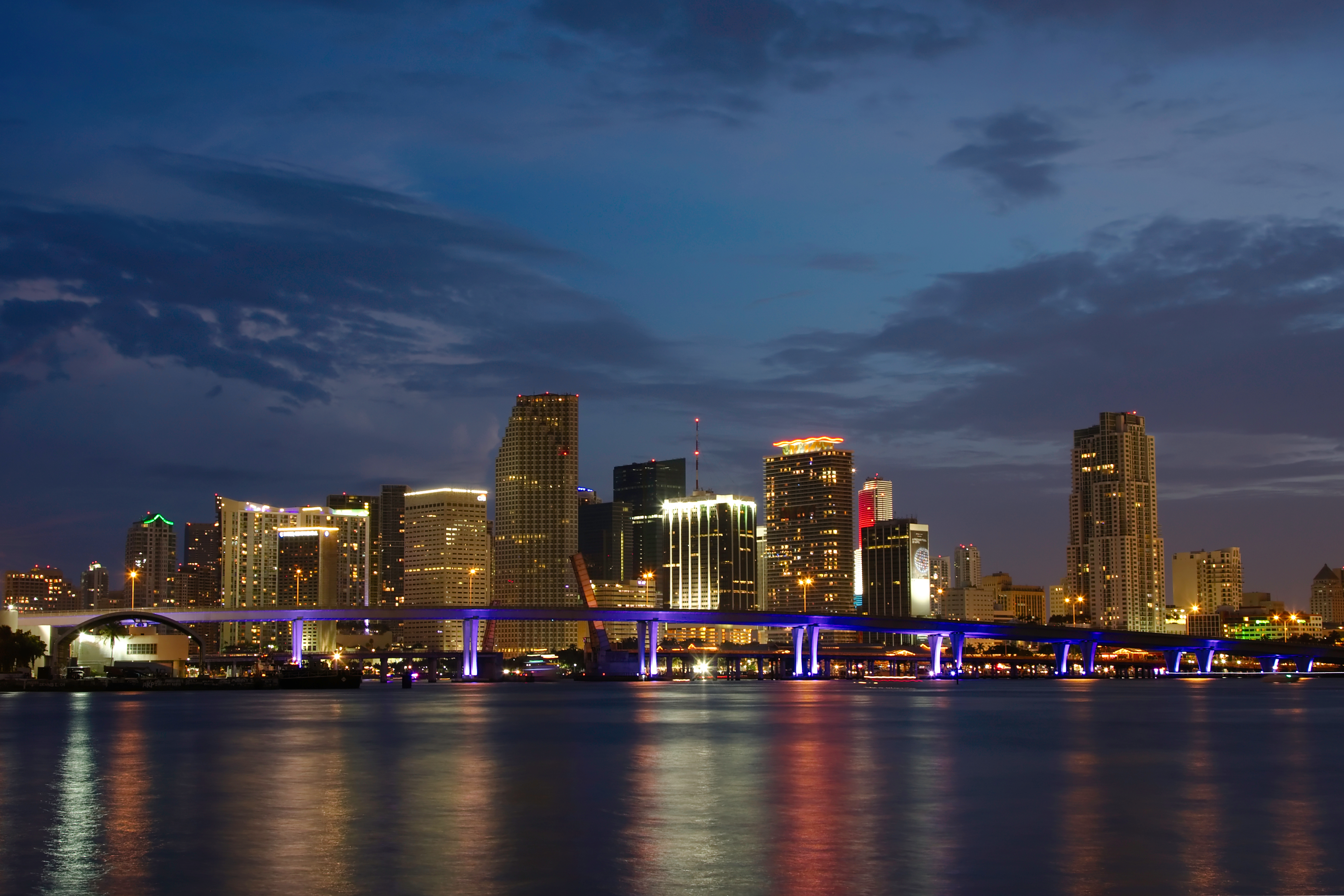
Miami, Florida; principal localización de grabaciones de Grachi.

La producción de Grachi comenzó oficialmente el 8 de febrero de 2011, grabando en Miami: producida por Nickelodeon Latinoamérica y Aisha Enterprises,INC. Miami Fl .Productora Ejecutiva Solange Rivero creadora del concepto. utiliza la tecnología más reciente en alta definición. Nickelodeon Latinoamérica anunció en la conferencia anual dy grachi la Asociación Nacional de Ejecutivos de Programación de Televisión el elenco de la producción. El proyecto tiene distribución adicional a través de Comarex en Estados Unidos, América Latina y Europa. El 1 de abril de 2011 se transmitió en Nickelodeon Latinoamérica el primer videoclip de la serie después del último episodio de la telenovela juvenil del mismo canal Sueña Conmigo.
La serie debutó el 2 de mayo de 2011 a nivel hispanoamericano. De acuerdo a Nickelodeon Latinoamérica y basado en los buenos resultados en sintonía de Grachi, el canal ha encargado la realización de 50 nuevos capítulos de la telenovela; pero el 3 de junio de 2011 Andrés Mercado confirmó que esos 50 episodios harían parte de la segunda temporada. La segunda temporada se empezó a grabar el 5 de julio de 2011 y se estrenó el 27 de febrero de 2012. También, el 1 de agosto de 2011 fue lanzado el primer DVD de la serie, titulado Un Especial de Grachi, el cual incluye material exclusivo de la serie; el 11 de noviembre de 2011 se lanzó del segundo DVD, de la película de televisión de Grachi, titulada Quiero Mis 16, protagonizada por Kimberly Dos Ramos.
La serie de televisión se integró en la internet: Medios Digitales MTV Networks Latinoamérica lanzó junto a Nickelodeon Latinoamérica el sitio web Mi Escolarium, que presenta a la audiencia de la serie secciones como videos clips, musicales, consejos, fotos e hipervínculos hacia los sitios oficiales en las redes sociales de Facebook y Twitter. También, la serie tiene transmisión en Italia por el canal Rai Gulp el 12 de septiembre de 2011 y en Nickelodeon Italia el 14 de mayo de 2012.
Un demo lanzado en la cuenta oficial de YouTube de Mi Escolarium, titulado bajo el "Demo de Grachi", seguía mostrando una historia parecida a la final, en donde Isabella Castillo, Kimberly Dos Ramos, Ramiro Fumazoni, Alexandra Pomales y Lance Dos Ramos eran los únicos que se quedaron con en el proyecto final, sin embargo, Lance Dos Ramos tendría el papel protagónico, Natalia Streignard sería Úrsula, el personaje de Mecha sería interpretado por una actriz afrodescendiente, también Jesús Neyra, quien llegó a participar en la tercera temporada, formaba parte del elenco del demo.

## Episodios
| Temporada | Temporada | Episodios | Emisión original      | Emisión original     |
| Temporada | Temporada | Episodios | Estreno               | Final                |
| --------- | --------- | --------- | --------------------- | -------------------- |
|           | 1         | 74        | 2 de mayo de 2011     | 11 de agosto de 2011 |
|           | 2         | 81        | 27 de febrero de 2012 | 18 de junio de 2012  |
|           | 3         | 50        | 4 de marzo de 2013    | 10 de mayo de 2013   |

## Reparto
| Interpretado por        | Personaje                    | Temporada             | Temporada             | Temporada           |
| Interpretado por        | Personaje                    | 1                     | 2                     | 3                   |
| Principales             | Principales                  | Principales           | Principales           | Principales         |
| ----------------------- | ---------------------------- | --------------------- | --------------------- | ------------------- |
| Isabella Castillo       | Graciela "Grachi" Alonso     | Protagonista          | Protagonista          | Protagonista        |
| Isabella Castillo       | Grachi (Clon rebelde)        |                       | Secundaria            | Antagonista         |
| Andrés Mercado          | Daniel Esquivel              | Protagonista          | Protagonista          | Protagonista        |
| Kimberly Dos Ramos      | Matilda Román                | Antagonista Principal | Antagonista Principal |                     |
| Mauricio Henao          | Antonio "Tony" Gordillo      | Coprotagonista        | Estelar               | Invitado            |
| Sol Rodríguez           | Mercedes "Mecha" Estévez     | Coprotagonista        | Coprotagonista        | Coprotagonista      |
| Lance Dos Ramos         | José Manuel "Chema" Esquivel | Coprotagonista        | Coprotagonista        |                     |
| Sharlene                | Kathiusca "Katty"            | Antagonista           | Secundaria            | Secundaria          |
| María del Pilar Pérez   | Dorothea "Dotty"             | Antagonista           | Secundaria            | Secundaria          |
| Alexandra Pomales       | Beatrice "Betty"             | Antagonista           |                       |                     |
| Liannet Borrego         | Cussy Canosa                 | Coprotagonista        |                       |                     |
| Lino Martone            | Julio                        | Coprotagonista        |                       |                     |
| Evaluna Montaner        | Melanie Esquivel             | Coprotagonista        | Secundaria            |                     |
| Cristian Campocasso     | Luis Esquivel                | Coprotagonista        | Secundario            | Secundario          |
| Andrés Cotrino          | Roberto Esquivel             | Coprotagonista        | Secundario            |                     |
| Katie Barberi           | Úrsula de Román              | Coprotagonista        | Actuación especial    | Actuación especial  |
| Ramiro Fumazoni         | Francisco Alonso             | Coprotagonista        | Actuación especial    | Actuación especial  |
| Rafael de la Fuente     | Diego Forlán                 | Secundario            | Coprotagonista        | Coprotagonista      |
| María Gabriela de Faría | Mía Novoa                    | Invitada              | Antagonista Estelar   | Antagonista Estelar |
| Willy Martin            | Leo Martínez                 |                       | Antagonista           | Coprotagonista      |
| Ana Carolina Grajales   | Valeria                      |                       | Secundaria            | Actuación especial  |
| Ana Carolina Grajales   | Amaya Vélez                  |                       |                       | Actuación especial  |
| Danilo Carrera          | Axel Vélez                   |                       | Invitado              | Antagonista Estelar |
| Jesús Neyra             | Manuel "Manu" Copas          |                       |                       | Antagonista         |
| Secundarios e invitados |                              |                       |                       |                     |
| Guilherme Apollonio     | Guillermo                    | Secundario            | Secundario            | Secundario          |
| Carlos Arrechea         | Sebastián                    | Secundario            | Secundario            | Secundario          |
| Wendy Regalado          | Lucía                        | Secundaria            | Secundaria            | Secundaria          |
| Jony Hernández          | Carlos                       | Secundario            | Secundario            | Secundario          |
| Ángela Rincón           | Silvia                       | Secundaria            | Secundaria            | Secundaria          |
| Raquel Rojas            | Rosa Forlán                  | Secundaria            | Secundaria            | Secundaria          |
| Manuel Carrillo         | Ricardo Esquivel             | Secundario            | Secundario            | Secundario          |
| Adriana Cataño          | Cristina de Esquivel         | Secundaria            | Secundaria            |                     |
| Francisco Chacín        | Fernando Gordillo            | Secundario            | Secundario            | Secundario          |
| Marisela González       | Lolo Estévez                 | Secundaria            | Invitada              |                     |
| Alex Rosguer            | Miguel                       | Antagonista           | Antagonista           |                     |
| Gabriela Guevara        | Marta                        | Secundaria            |                       |                     |
| Elizabeth Lazo          | Carolina                     | Secundaria            |                       |                     |
| Jesús Licciardello      | Eduardo                      | Secundario            |                       |                     |
| Paloma Márquez          | Profesora Isadora            | Secundaria            |                       |                     |
| Erika Navarro           | Verónica                     | Secundaria            |                       |                     |
| Martha Pabón            | Sra. Directora               | Antagonista           |                       |                     |
| William Valdes          | Sibilo                       | Antagonista           |                       |                     |
| Silvana Arias           | Ivis                         |                       | Secundaria            |                     |
| Wanda D'Isidoro         | Priscila                     |                       | Secundaria            |                     |
| Laura Ferretti          | Demetria                     |                       | Secundaria            |                     |
| Paulina Galvez          | Athena                       |                       | Antagonista           |                     |
| Juan Pablo Llano        | Nacho Novoa                  |                       | Secundario            |                     |
| Virginia Núñez          | Kim Kanay                    |                       | Invitada              | Invitada            |
| Diana Osorio            | Alejandra Forlán             |                       | Secundaria            |                     |
| Laura Piquero           | Viviana                      |                       | Secundaria            |                     |
| Carlos Acosta           | Erick Vélez                  |                       |                       | Antagonista         |
| Marisol Calero          | Alba de la Isla              |                       |                       | Secundaria          |
| Natasha Domínguez       | Maggie de la Isla            |                       |                       | Invitada            |
| Gledys Ibarra           | Profesora Mirna              |                       |                       | Secundaria          |
| Alex Hernández-Alsina   | Frankie Alonso               |                       |                       | Invitado            |
| Ed Molina               | El Tín                       |                       |                       | Secundario          |
| Luis Fernando Sosa      | Chowmen                      |                       |                       | Secundario          |

## Películas y especiales de televisión

### Una Historia Maravillosamente Mágica
Una Historia Maravillosamente Mágica fue el primer especial de la serie, el cual se estrenó el 28 de abril de 2011, y también se repitió el 2 de mayo de 2011, antes del lanzamiento de la serie. Este especial, era una presentación de los personajes y del contenido de la serie. El episodio especial es estelarizado por los roles principales de la serie, Isabella Castillo, Andrés Mercado, Kimberly Dos Ramos, Mauricio Henao, Lance Dos Ramos y Sol Rodríguez, como también otros personajes secundarios.

### Episodio inédito:Kanay
Es un especial de televisión, que muestra escenas borradas de la serie. Fue estrenado el 19 de agosto de 2011. Principalmente, el episodio se centra en el personaje Churi Kanay, Diego, y sobre sus poderes mágicos. En el especial no aparecen Isabella Castillo, Kimberly Dos Ramos, Sol Rodríguez, Sharlene Taule ni María del Pilar Pérez. Fue escrito por Catharina Ledeboer y dirigido por Arturo Manuitt y Daniel Aguirre.

### Quiero Mis 16: Matilda
Quiero Mis 16: Matilda es una película de televisión escrita por Catharina Ledeboer y Mariana Palos que muestra un reportaje ficticio, hecho por un programa de televisión ficticio, llamado Quiero Mis 16. Fue estrenado el 25 de agosto de 2011 en Nickelodeon Latinoamérica. Este especial relata la historia del cumpleaños 16 del personaje de Matilda, se muestran escenas no vistas por el público en el episodio final de la primera temporada. El especial es protagonizado por Kimberly Dos Ramos, interpretando a Matilda, y también aparecen otros personajes del reparto, como también estelariza el invitado especial Carlos Santos como Alejandro Carrión, la película "Quiero Mis 16", es una parodia a Quiero mis 15 de MTV. Quiero Mis 16: Matilda salió a la venta en DVD el 11 de noviembre de 2011 en México.

### Grachi: De Gira en Colombia
Es un especial sobre la gira que hizo el elenco de la serie en Bogotá, Colombia, este sigue al elenco desde que llegan al aeropuerto, por las distintas firmas de autógrafos y contiene entrevistas a los personajes y a los seguidores de la serie. Fue estrenado el 3 de diciembre de 2011 en el bloque NickCity de la cadena Citytv.

### La Vida es Maravillosamente Musical
En esta nueva película de televisión de Grachi, se presentan los diferentes números musicales de la serie que han tenido lugar durante su segunda temporada realizados por los protagonistas principales. Entre los musicales presentados están Magia, La Estrella Soy Yo, Somos Las Panteras, entre otros. Esta película salió al aire por Nickelodeon Latinoamérica el 10 de mayo de 2012 y salió a la venta en DVD el 15 de junio de 2012. En esta película se omitieron dos números musicales pertenecientes al primer álbum de la serie, ¿Qué Sabes? y Tú y Yo

### Nick en Casa: Grachi Reunión
Es un especial donde Nickelodeon reúne al elenco principal de las 3 temporadas por el 10 aniversario de Grachi. Fue lanzado el 28 de mayo de 2020 vía streaming en vivo en las redes sociales de Nickelodeon Latinoamérica. En este especial conducido por la influencer "Isabella" La Bala, el elenco cuenta anécdotas de las grabaciones y las giras mundiales, hacen juegos y cantan, además hablan de la posibilidad de una cuarta temporada y película.

## Música
| Volumen | Título                                                 | Fecha de lanzamiento                               | Discografía                            | Formatos                                     | Extras |
| ------- | ------------------------------------------------------ | -------------------------------------------------- | -------------------------------------- | -------------------------------------------- | --- |
| 1       | Grachi: La vida es maravillosamente mágica             | LATAM: 7 de junio de 2011 BR: 7 de junio de 2012   | EMI, Warner Music, Nickelodeon Records | CD, descarga digital, vinilo (sólo en Rusia) | - letras de las canciones                                                                                    |
| 2       | Grachi: La vida es maravillosamente mágica (volumen 2) | LATAM: 11 de abril de 2012 BR: 30 de junio de 2012 | Nickelodeon Records, Warner Music      | CD, descarga digital                         | - vídeos de Grachi: El Show en Vivo - canciones inéditas vía web - código para descargas exclusivas y vídeos |
| 3       | Soñar no cuesta nada                                   | LATAM: 23 de abril de 2013 BR: 3 de junio de 2013  | Warner Music                           | CD, descarga digital, streaming              | El Primer álbum discográfico de la protagonista Isabella Castillo                                            |
| 4       | Grachi: 1 + 2 (utwory z serialu teleTOON+)             | Polonia: 14 de marzo de 2016                       | Nickelodeon Records                    | CD                                           | Bundle exclusivo con 29 canciones lanzado en Polonia contenedor de los dos primeros álbumes.                 |

## Presentaciones y prensas
Para promocionar la serie de televisión, el reparto de Grachi ha tenido diversas presentaciones en vivo con sus fanáticos. Su primera gira promocional fue en México, donde desde el 8 de junio de 2011 el reparto principal de Grachi ofreció una rueda de prensa, donde confirmaron la segunda temporada de la serie, la banda sonora y donde también hablaron sobre sus personajes, la interactividad, sus relaciones y más. También, el elenco de Grachi realizó una firma de autógrafos en México el 10 de junio de 2011, donde se planeó autografear los álbumes de los fanáticos. Como también, en México el reparto tuvo un pequeño recital en el Hard Rock Café de Ciudad de México, donde presentaron canciones de la banda sonora, junto a la cantautora Paty Cantú. También, el 3 de septiembre de 2011, el reparto principal de Grachi, Isabella Castillo, Andrés Mercado y Kimberly Dos Ramos, estuvieron presentes en los Kids Choice Awards México 2011, donde Isabella Castillo y Andrés Mercado interpretaron el tema "Tú Eres Para Mí" y Evaluna Montaner estuvo presente en los Kids Choice Awards Argentina 2011 representando a Grachi. El 8 de octubre de 2011 Mauricio Henao confirmó que el reparto de Grachi realizaría a partir del 16 de noviembre de 2011 varias giras promocionales por México, Venezuela y Colombia, que incluiría firmas de autógrafos, ruedas de prensas y entrevistas. La primera gira promocional fue organizada por cadena de televisión colombiana Citytv para promocionar el álbum de la serie, y empezó en Bogotá, Colombia con una firma de autógrafos en el Centro Comercial Gran Estación, como también varias entrevistas y ruedas de prensas a lo largo de su visita al país. La segunda gira promocional, será en el país de México, y será organizada por Tycoon Gou Producciones para promocionar la gira de Grachi: El show en vivo. Inició el 28 de noviembre de 2011; incluyó dos firmas de autógrafos (el 1 de diciembre en la tienda Mixup de Plaza Loreto, y el 2 de diciembre en el liverpool de Perisur), varias ruedas de prensas, y varias entrevistas. Estuvieron también en el programa Ventaneando como invitados especiales, hablando un poco sobre lo que tratara la segunda temporada.
En 2013, Isabella Castillo tuvo una entrevista en el programa de DeCalle con Dafné Guzmán, y confirmó que el Show en Vivo llegaría a la República Dominicana, luego se confirmó que El Show en Vivo llegaría el 16 de marzo de 2013 en El Palacio de los Deportes en dicho país, pero unas semanas después el show en este país fue cancelado por motivos desconocidos.
El 13 de mayo de 2012, Grachi viajó a Argentina para una firma de autógrafos en el centro comercial Yenny Unicenter Shopping, que se llevó a cabo el 15 de mayo de 2012. Más tarde, Nickelodeon Latinoamérica confirmó que el reparto de Grachi realizará una gira de conciertos teatrales, a partir del 12 de febrero de 2012, empezando en México. El tour se titula Grachi: El show en vivo y es dirigido y producido por Alejandro Gou Boy de Tycoon, se tiene previsto que la gira recorra varios países de Latinoamérica.

### Grachi: El Show en Vivo
Grachi: El show en vivo es la primera gira de obras musicales de Grachi, donde interpretaron en vivo los temas de la serie y actuaron junto al público. La gira empezó el 10 de febrero de 2012 en México D.F., México, en el Teatro Metropólitan.
La segunda etapa en Argentina fue llamada Grachi: El nuevo show en vivo, mientras la tercera etapa Grachi: En concierto; este último, que debía estar en la República Dominicana en 2013, fue cancelado sin explicación.

### Países recorridos
| País           | Ciudad                                       | Evento                                                      | Fecha de inicio          | Integrantes |
| -------------- | -------------------------------------------- | ----------------------------------------------------------- | ------------------------ | --- |
| México         | México D.F.                                  | Firmas de autógrafos                                        | 8 de junio de 2011       | Isabella Castillo, Andrés Mercado, Kimberly Dos Ramos, Mauricio Henao, Sol Rodríguez, Lance Dos Ramos, Rafael de la Fuente, María Gabriela de Faría & Willy Martin                                        |
| México         | México D.F.                                  | Hard Rock Cafe México D.F.                                  | Agosto de 2011           | Isabella Castillo, Kimberly Dos Ramos & Paty Cantú |
| México         | México D.F., Guadalajara, Puebla y Monterrey | Grachi: El show en vivo                                     | 10 de febrero de 2012    | Isabella Castillo, Andrés Mercado, Kimberly Dos Ramos, Mauricio Henao, Sol Rodríguez, Lance Dos Ramos, Rafael de la Fuente, María Gabriela de Faría, Willy Martin, Sharlene Taule & María del Pilar Pérez |
| México         | México D.F.                                  | Kids Choice Awards México 2011                              | 3 de septiembre de 2011  | Isabella Castillo, Andrés Mercado & Kimberly Dos Ramos |
| México         | México D.F.                                  | Kids Choice Awards México 2012                              | 1 de septiembre de 2012  | Isabella Castillo, Andrés Mercado & Mauricio Henao |
| México         | México D.F.                                  | Firmas de autógrafos                                        | 1 de mayo de 2013        | Isabella Castillo |
| México         | México D.F.                                  | Kids Choice Awards México 2013                              | 31 de agosto de 2013     | Isabella Castillo, Andrés Mercado, María Gabriela de Faría, Willy Martin & Ana Carolina Grajales |
| Colombia       | Bogotá                                       | Firmas de autógrafos                                        | 19 de noviembre de 2011  | Isabella Castillo, Andrés Mercado, Kimberly Dos Ramos, Mauricio Henao, Sol Rodríguez, Lance Dos Ramos, Rafael de la Fuente & María del Pilar Pérez                                                        |
| Colombia       | Bogotá                                       | Cine Colombia Andino                                        | 25 de diciembre de 2012  | María Gabriela de Faría |
| Colombia       | Bogotá                                       | Teletón Colombia de 2013                                    | 9 de marzo de 2013       | Isabella Castillo & Andrés Mercado |
| Colombia       | Medellín                                     | Firmas de autógrafos                                        | 15 de marzo de 2013      | Isabella Castillo, Willy Martin & Andres Mercado |
| Colombia       | Bogotá                                       | Reencuentro, Yo soy Franky Kids Choice Awards Colombia 2016 | 10 de septiembre de 2016 | Isabella Castillo & Andres Mercado |
| Argentina      | Buenos Aires                                 | Firmas de autógrafos                                        | 13 de mayo de 2012       | Isabella Castillo, Andrés Mercado, Sol Rodríguez, Rafael de la Fuente & Willy Martin |
| Argentina      | Buenos Aires, Rosario y Santa Fe             | Grachi: El show en vivo                                     | 14 de julio de 2012      | Isabella Castillo, Andrés Mercado, Sol Rodríguez, Lance Dos Ramos, Rafael de la Fuente, María Gabriela de Faría, Willy Martin & Sharlene Taule                                                            |
| Argentina      | Buenos Aires                                 | Kids Choice Awards Argentina 2012                           | 5 de octubre de 2012     | Isabella Castillo & Andrés Mercado |
| Argentina      | Buenos Aires                                 | Kids Choice Awards Argentina 2013                           | Octubre de 2013          | Isabella Castillo & Andrés Mercado |
| Italia         | Roma vuelta por Milán                        | Firmas de autógrafos                                        | 15 de abril de 2012      | Isabella Castillo, Andrés Mercado, Kimberly Dos Ramos, Mauricio Henao, Lance Dos Ramos & María Gabriela de Faría                                                                                          |
| Brasil         | São Paulo                                    | Meus Prêmios Nick Brasil                                    | 4 de octubre de 2012     | Isabella Castillo & Andrés Mercado |
| Brasil         | São Paulo                                    | Meus Prêmios Nick Brasil                                    | Octubre de 2013          | Danilo Carrera |
| Estados Unidos | Miami                                        | Grabaciones de Grachi                                       | 8 de febrero de 2011     | Cast |
| Estados Unidos | Los Ángeles                                  | Kids Choice Awards Estados Unidos                           | 31 de marzo de 2012      | Isabella Castillo |
| Estados Unidos | Los Ángeles                                  | Kids Choice Awards Estados Unidos                           | 23 de marzo de 2013      | Isabella Castillo & María Gabriela de Faría |

## Mercancía

### DVD
| Título del DVD                      | Fechas de lanzamiento                       | Episodios                  | Extras incluidos |
| ----------------------------------- | ------------------------------------------- | -------------------------- | --- |
| 1.ª temporada                       | 15 de enero de 2012 14 de julio de 2012     | 74 episodios(No completos) | - Detrás de cámaras - Lo mejor de la primera temporada - Videoclips - Teaser de la 2.ª temporada                                   |
| Un Especial de Grachi               | 14 de julio de 2012 1 de agosto de 2011     | 1 episodio                 | - Detrás de cámaras - Entrevistas al reparto - Errores durante la filmación de la serie - Escenas inéditas                         |
| Quiero Mis 16: Matilda              | 14 de julio de 2012 11 de noviembre de 2011 | 1 episodio                 | - Detrás cámaras - Videoclip de "Tú Eres Para Mí"                                                                                  |
| La Vida es Maravillosamente Musical | 15 de junio de 2012                         | 1 episodio                 | - 3 videoclips de Grachi - Detrás de escenas                                                                                       |
| 2.ª temporada                       | 6 de octubre de 2012                        | 81 episodios               | - Detrás de cámara del mundo sin Grachi - Grabando el segundo disco musical de Grachi - Detrás de cámara del gran final - Bloopers |

### Otros
La papelería de útiles escolares Norma estrenaron el 8 de noviembre de 2011 los cuadernos Grachi en Colombia, México, Argentina y Venezuela. El 20 de noviembre de 2011 la editorial Apolo de Chile ofreció también los cuadernos, tiempo después fueron lanzados también en República Dominicana.
Nickelodeon Latinoamérica firmó acuerdos con Grupo Tycoon, para lanzar a finales de 2011 productos de consumo, como ropa, accesorios, artículos para el hogar, la primera temporada en DVD, incluyendo también la obra de teatro en vivo. También  Zermatt lanzó en septiembre de 2011 la fragancia original y un kit de productos de Grachi, que incluye un esmalte de uñas y un labial.
Se lanzaron también un álbum de stickers, sábanas para cama, micrófonos incluidos con DVD de la serie, mochilas, accesorios escolares y para fiestas de cumpleaños, diversas líneas de ropa, bicicletas entre muchos otros más.

## Videojuegos
Diversos juegos de vídeo basados en la serie fueron lanzados en diferentes formatos. En 2012 se filtraron imágenes de un posible ¨videojuego cancelado planeado por Nickelodeon Games para ser estrenado en la AppStore, en este iba a ser posible lanzar hechizos usando la cámara de un dispositivo iPhone.

### Batallas de Hechizos
Es un juego en línea lanzado en 2011 en la página oficial de la  primera temporada de la serie, en este se puede jugar con diversa gente alrededor del mundo para ir desbloqueando niveles y recompensas. Está situado en "Ciudad Encantada", puedes visitar los distintos lugares que están presentes en la serie, como el vecindario de Grachi, o el "Escolarium".

### Atrapa Hechizos
Desarrollado por Nickelodeon Games, es un juego lanzado en 2011, en este puedes elegir entre los variados personajes de la serie para recoger accesorios siempre evitando a Matilda (caracterizada de murciélago).  

### Arma tu Vídeo
Lanzado en 2012 junto al estreno de la segunda temporada de la serie, es un juego de vídeo interactivo muy creativo en el que los fanáticos pueden crear un vídeo con los personajes "Grachi", "Mía" y "Matilda" mientras forman una guerra de hechizos, los jugadores pueden elegir qué quieren que le pase a cada personaje, por ejemplo, Grachi puede terminar con unos diamantes lujosos, pero Matilda con arañas en su cuerpo, o viceversa y al final esto se renderiza en un vídeo que puede ser compartido. 
Diversos videojuegos más han sido lanzados internacionalmente para promocionar la serie en Europa. 

## Emisiones internacionales
La serie cuenta con doblaje a diversos idiomas, como lo son el inglés, portugués, italiano y de más. Gran parte de las emisiones internacionales fueron finalizadas en 2013 o 2014 para dar paso a la emisión de la versión estadounidense de la serie llamada Every Witch Way.
| País            | Canal                                              | Inicio                                                       | Fin                                             | # de episodios emitidos |
| --------------- | -------------------------------------------------- | ------------------------------------------------------------ | ----------------------------------------------- | ----------------------- |
| : Latinoamérica | Nickelodeon                                        | 2 de mayo de 2011                                            | 10 de mayo de 2013                              | 205 + 4 especiales      |
| : Latinoamérica | Nickelodeon                                        | 5 de septiembre de 2011                                      | 8 de noviembre de 2013                          | 205 + 1 especial        |
| : Latinoamérica | Nickelodeon                                        | 1 de junio de 2020                                           | : 27 de julio de 2020: 11 de septiembre de 2020 | : 40: 74 + 1 especial   |
| : Latinoamérica | Paramount+ Apple TV Claro Video Amazon Prime Video | 4 de marzo de 2021                                           | 4 de marzo de 2021                              | 205 + 1 especial        |
| : Latinoamérica | Nickelodeon HD                                     | 1 de julio de 2012                                           | 2013                                            | 155 + 1 especial        |
| : Latinoamérica | Netflix                                            | 12 de julio de 2012                                          | 8 de enero de 2017                              | 155 + 1 especial        |
| Italia          | Rai Gulp                                           | 26 de diciembre de 2011                                      | 1 de febrero de 2014                            | 211 + 2 especiales      |
| Italia          | Nickelodeon Italia                                 | 14 de mayo de 2012                                           | 23 de agosto de 2012                            | 74                      |
| Italia          | RAI Cinema                                         | Abril de 2013                                                | 2013                                            | 50                      |
| Italia          | Mondo TV                                           | 2013                                                         | 2013                                            | 50                      |
| Italia          | Super!                                             | 9 de enero de 2023                                           | 2023                                            | 74                      |
| Italia          | VH1                                                | 19 de junio de 2023                                          | 2023                                            | 74                      |
| Filipinas       | Nickelodeon Filipinas                              | 16 de enero de 2012                                          | 11 de septiembre de 2013                        | 155                     |
| Brasil          | Nickelodeon Brasil                                 | 5 de marzo de 2012                                           | 9 de agosto de 2013                             | 205 + 4 especiales      |
| Brasil          | Nickelodeon Brasil                                 | 1 de junio de 2020                                           | 11 de septiembre de 2020                        | 74 + 1 especial         |
| Brasil          | Rede Nova                                          | 4 de septiembre de 2017                                      | 14 de diciembre de 2017                         | 74                      |
| Brasil          | Paramount+ Apple TV Claro Video Amazon Prime Video | 4 de marzo de 2021                                           | 4 de marzo de 2021                              | 205 + 1 especial        |
| Brasil          | Nickelodeon HD                                     | 1 de julio de 2012                                           | 2013                                            | 155 + 1 especial        |
| Colombia        | Citytv                                             | 1 de agosto de 2011                                          | 2013                                            |                         |
| El Salvador     | Canal 12 (El Salvador)                             | 16 de abril de 2012                                          | 19 de julio de 2012                             | 74                      |
| Guatemala       | Canal 3 Trecevision                                | 2 de abril de 2012 (Canal 3) Fecha desconocida (Trecevision) | Fecha Desconocida                               | Desconocido             |
| Honduras        | Canal 11                                           | 21 de mayo de 2012                                           | 26 de diciembre de 2012                         | 155                     |
| Ecuador         | Ecuavisa                                           | 7 de julio de 2012                                           | 17 de marzo de 2013                             | 74                      |
| Perú            | ATV                                                | 30 de julio de 2012                                          | 8 de noviembre de 2012                          | 74                      |
| Francia         | Télétoon+                                          | 29 de octubre de 2012                                        | 1 de octubre de 2013                            | 74                      |
| Francia         | RTI 2                                              | 6 de septiembre de 2021                                      | 2021                                            | 74                      |
| Portugal        | Nickelodeon Portugal                               | 21 de enero de 2013                                          | 2 de mayo de 2013                               | 74                      |
| España          | Nickelodeon España                                 | 21 de enero de 2013                                          | 2 de mayo de 2013                               | 74                      |
| España          | Divinity                                           | 11 de enero de 2016                                          | 26 de febrero de 2016                           | 35                      |
| Malasia         | Mustika HD                                         | 19 de agosto de 2013                                         | 29 de noviembre de 2013                         | 74 + 1 especial         |
| Malasia         | Astro Bella                                        | 19 de agosto de 2013                                         | 29 de noviembre de 2013                         | 74 + 1 especial         |
| Estados Unidos  | Azteca América                                     | 3 de febrero de 2014                                         | 16 de mayo de 2014                              | 74                      |
| México          | Blim TV                                            | 1 de diciembre de 2016                                       | 8 de enero de 2017                              | 74 + 1 especial         |
| México          | Blim TV                                            | 13 de septiembre de 2020                                     | 2021                                            | 74 + 1 especial         |
| Polonia         | Teletoon+ Polonia                                  | 7 de abril de 2014                                           | 17 de julio de 2014                             | 74                      |

## Adaptaciones
El 1 de enero de 2014 se estrenó una adaptación al inglés en Nickelodeon Estados Unidos titulada Every Witch Way, basándose solamente en la primera y segunda temporada de Grachi. A diferencia de Grachi, la cual fue dirigida al público juvenil, esta fue dirigida a un público infantil, a pesar de no haber alcanzado el éxito global de Grachi, logró posicionarse como la serie #1 del canal por arriba de Sam & Cat. Esto convirtió a Grachi en la primera producción de Nickelodeon Latinoamérica en ser adaptada a otro idioma. 
En 2014, debido al éxito en Francia de la primera temporada de Grachi se estrenó una miniserie basada en el vecindario La Ciudad Encantada donde se desenvuelven los personajes de la serie, fue transmitida todos los viernes al término de un episodio de Grachi, fue transmitida en Teletoon Plus. 
El 5 de octubre de 2015 se estrenó un spin off de la Every Witch Way titulado W.I.T.S. Academy basado en la tercera temporada de Grachi. Este se transmitió en Nickelodeon en los Estados Unidos.

## Doblajes
Grachi es la serie latina más exitosa de Nickelodeon y eso la ha llevado a ser emitida en más de 88 países con increíble éxito. Ha sido doblada a más de 30 idiomas y es la única serie latina de Nickelodeon que ha sido transmitida en todo el globo terráqueo.
| Personaje        | Actor original          | Actor de doblaje ()         | Actor de doblaje ()            | Actor de doblaje () | Actor de doblaje ()          | Actor de doblaje () |
| ---------------- | ----------------------- | --------------------------- | ------------------------------ | ------------------- | ---------------------------- | ------------------- |
| Grachi Alonso    | Isabella Castillo       | Priscila Franco             | Chiara Oliviero                | Amelie Helklenfly   | Maria Niklińska              | Ana Sofia           |
| Daniel Esquivel  | Andrés Mercado          | Thiago Zambrano             | Mattia Ward                    | Frederic Strouck    | Jakub Mróz                   | Tiago Retré         |
| Matilda Román    | Kimberly Dos Ramos      | Cassia Bisceglia            | Monica Gradilone/Eleonora Reti | Elenea Wanor        | Joanna Jabłczyńska           | Carla Mendes        |
| Mecha Estevez    | Sol Rodríguez           | Tatiane Keplmair            | Patrizia Salerno               | Jade Merri          | Agnieszka Mrozińska-Jaszczuk | Maria Camões        |
| Chema Esquivel   | Lance Dos Ramos         | Fabio Campos                | Alessio Ward                   | Yani Lotta          | Rafał Fudalej                | Peter Michael       |
| Diego Forlán     | Rafael de la Fuente     | Thiago Guimaraes            | Emanuele Ruzza                 | Pierre Deuxpont     | Wojciech Rotowski            |                     |
| Tony Gordillo    | Mauricio Henao          | Silas Borges                | Alberto Caneva                 | David Sauvage       | Michał Podsiadło             | Romeu Vala          |
| Mía Novoa        | Maria Gabriela de Faria | Fernanda Bullara            | Antonella Baldini              | Zara Wok            |                              |                     |
| Leo Martínez     | Willy Martin            | Bruno Marcal                | Marco Vivio                    | Jack Berilion       |                              |                     |
| Úrsula Román     | Katie Barberi           | Denise Reís                 | Patrizia Bracaglia             | Marie Crosspont     | Magdalena Wójcik             |                     |
| Francisco Alonso | Ramiro Fumazoni         | Hermes Baroli/Dado Monteiro | Andrea Ward                    | Jeanka Ballini      | Waldemar Barwiński           | Pedro Lagina        |

## Recepción

### Crítica
La serie ha recibido reseñas positivas de parte de los críticos contemporáneos, y ha sido elogiada y aclamada por sus temas de diversión, romance, uso de efectos especiales, y por su énfasis en la importancia de las artes, la amistad y la familia. El sitio web La Verdad reportó que "hoy pueden disfrutar de una producción divertida" que "utiliza la tecnología más reciente en alta definición". También, el grupo musical Ádammo, el cual grabó el sencillo "Hechizo de Amor" para la serie, expresó antes de que Grachi saliera al aire, "Grachi es una nueva serie que va a dar mucho que hablar en todo el mundo, ya que contiene una mezcla de magia, amor y música que van a hacer que nadie se la pueda perder". Por otro lado, el sitio web Yucatán elogió a la serie diciendo que "conjunta un elenco latinoamericano que ha logrado impactar a los televidentes e incluso alcanzar niveles de audiencias elevadas en México" y "el toque latino y la diversidad de la serie hace que sea distinta, más allá del mensaje y los valores que se puedan ver en otras series. Pero la forma en que son expresados esos valores, el toque latino la hace muy atrayente". Por otro lado, la revista People los nombró los "nuevos ídolos" juveniles. También, William Valdes afirmó en una videollamada en vivo, a través de Twitter, que Grachi "ha sido lo mejor de Nick". El periódico colombiano El Heraldo elogió la serie: "podemos ver que la trama nos transporta a un espacio en el que la mágia es la protagonista, un recurso muy de moda en los últimos años". Además, la prestigiosa revista juvenil Tú aseguró que Grachi es la "nueva onda de Nickelodeon".
Sobre su segunda temporada, se ha filtrado información de que fue un "éxito total". Acerca del tema, el sitio web Pop Joven reportó que la segunda temporada se debió por el "rotundo éxito" y la "increíble historia" de la serie. También, el popular sitio web venezolano Rumberos aclamó y exaltó a la serie diciendo que la serie está "formada con un elenco de maravillosas figuras juveniles, se ha convertido en la serie favorita de todos los jóvenes en Latinoamérica, en donde los hechizos, encantamientos y sortilegios, son el plato fuerte que mantiene a todos los espectadores mágicamente encantados". También, el sitio web Cien Radios elogió a la serie diciendo que "se convirtió en un suceso de audiencia en todo el continente, impulsado por la atracción de sus protagonistas y la frescura de su historia, en la que se mezclan la magia y el crecimiento adolescente". Yolimer Valdez, del diario venezolano El Universal, destacó al personaje de Sharlene Taule, Katty, escribiendo que "ha conquistado el corazón de niños y adolescentes con su papel" y también elogió las "buenas relaciones que mantienen los actores que participan en Grachi".

### Audiencia
El 28 de abril de 2011 se transmitió el especial Grachi: Una Historia Maravillosamente Mágica, donde se mostraron a los personajes hablando de ellos mismos. El estreno de la telenovela fue el 2 de mayo de 2011, transmitiéndose junto con la repetición del especial ya nombrado. Grachi logró en su día de lanzamiento en México un total de 10,7 millones en audiencia llevando a la serie a convertirse en el estreno más exitoso en la historia de Nickelodeon, superando a la serie Big Time Rush que antes tenía el récord; la serie se posicionó como número uno en el horario de 7:00 a 8:00pm, Tatiana Rodríguez comentó "Este es un claro ejemplo de que las producciones originales de Nickelodeon se conectan con las audiencias de una forma excepcional". Además SDP Noticias reportó que Grachi "debutó con éxito el pasado 2 de mayo en México, Argentina, Colombia y Venezuela". También, el estreno de Grachi se convirtió en el más visto, en la historia de las producciones originales de Nickelodeon Latinoamérica y la revista Tú nombró a la serie "la cada vez más vista telenovela" 

“Es increíble! los ´ratings´ de ´Grachi´ sobrepasaron a todos los estrenos de nuestras novelas anteriores””, comentó Tatiana Rodríguez, Vicepresidenta de programación y estrategia creativa de Nickelodeon

. Además, algunos miembros del reparto realizaron videollamadas a través de Twitter, respondiendo preguntas a sus fanáticos. La más vista fue la de Isabella Castillo que alcanzó 72.908 espectadores en vivo. También, el sitio web Milenio reportó que "el show ha sido visto por más de 15.2 millones de personas" en México. Gabriela Escobar, una televidente de Nickelodeon Latinoamérica aclamó a la serie diciendo que "activa más la imaginación de nosotros los jóvenes porque juega con la mágia, aunque para algunos parezca infantil, este tema ha logrado captar la atención de muchos". Por otro lado, la banda sonora fue muy bien recibida en México alcanzando ser el álbum más vendido en el país. El 15 de agosto de 2011 la página web La Teen Gossip reveló que por los altos puntos de audiencia registrados por la primera temporada de la serie, Nickelodeon Latinoamérica decidió agregar 25 episodios más a la segunda temporada.
Grachi recibió en su estreno por Televen, el 25 de julio de 2011 un 89,9% de cuota de pantalla en audiencia en el país de Venezuela, contra su oponente competitivo NPS: No puede Ser, el cual alcanzó 85,8% de cuota de pantalla con un 45 de rating en el mismo horario de transmisión. Según IBOPE Media, Grachi ha registrado más de 5.9 millones de espectadores frente a los 7.4 puntos de A todo o nada (El Trece), durante junio de 2011, en México, Argentina y Colombia. También, la serie posicionó como número uno en audiencia en TV por cable en canales para adultos en sus primeros dos meses de transmisión, en México, Argentina y Colombia.
La tercera temporada de Grachi fue un rotundo éxito consiguiendo más de 9 millones de espectadores sólo en Colombia en su primera semana, posicionando al canal Nickelodeon como #1 en el horario de 7 a 8pm por encima de cualquier otro canal de TV de paga.
La serie, también tiene emisión en Italia a través del canal Rai Gulp.

## Premios y nominaciones
La serie ha recibido varias nominaciones a los Nickelodeon Kids Choice Awards de diversos países, de las cuales han ganado doce de ellos.